# 나탈리아 딜
나탈리아 딜(Nathalia Dill, 1986년 3월 24일 ~ )는 브라질의 배우이다.

## 출연 작품
- 욕망의 파라다이스 (2012)